# ژورکا
ژورکا (پرتغالی: Joreca; ۷ ژانویهٔ ۱۹۰۴ – ۵ دسامبر ۱۹۴۹) مربی فوتبال، داور فوتبال و روزنامه‌نگار اهل پرتغال بود.
وی در سال ۱۹۴۴ سرمربی تیم ملی فوتبال برزیل بوده‌است.